# 위키트리 (족보)
위키트리(WikiTree)는 2008년에 제작한 인물 정보 및 온라인 가계도 서비스를 제공하는 위키 사이트이다. 전 세계의 인물들의 이름과 인물 정보, 가족 정보 같은 것을 공유할 수 있는 구조인 것이 특징이다. 한국의 동명 사이트인 위키트리와는 이름만 같을 뿐 사이트 특성이나 운영 주체도 전혀 다른 별개의 사이트이다.

## 특징
기본적으로 사이트에 가입한 뒤에 자신의 개인 정보 및 가족관계를 공개할 수 있는 시스템을 가지고 있다. 회원가입한 경우에는 자신의 정보 뿐 아니라 자신의 가족들에 대한 정보도 올릴 수 있다.
회원가입한 회원들은 크게 3단계로 나뉘는데, Guest Member, Family Member, Wiki Geneologist 3단계가 있다. 가입하자마자 Guest Member 자격을 얻으며, 자신의 개인 프로파일을 편집할 수 있다. Family Member는 자신이 회원이면서 Wiki Geneologist 자격을 얻은 회원이 자신을 식구나 친구로 등록하면 자동으로 자격을 얻는다. 마지막으로 Wiki Geneologist는 회원 중에서 성씨 등 Follow Tag를 등록해서 Volunteer 자격을 얻은 뒤 Honor Code에 서명하면 등록이 된다. Wiki Geneologist가 되면 자신의 가족이 위키트리에 가입한 경우에 가족 정보에 추가할 수 있다.